# Sacatruc
 (août 2014).
Si vous disposez d'ouvrages ou d'articles de référence ou si vous connaissez des sites web de qualité traitant du thème abordé ici, merci de compléter l'article en donnant les références utiles à sa vérifiabilité et en les liant à la section « Notes et références ».
Sacatruc (Big Bag en VO) est une émission de télévision américaine pour enfants en âge pré-scolaire coproduite par The Jim Henson Company et Children's Television Workshop, et diffusée de 1996 à 1998 sur Cartoon Network. Elle a été adaptée en France pour Canal J en 1997 puis sur Tiji et au Royaume-Uni pour Yorkshire Television.

## Distribution

### Version américaine
- Joey Mazzarino : Chelli / Lyle (manipulation et voix)
- Rickey Boyd : Bag / Argyle (manipulation et voix)
- Alice Dinnean : Sofie (manipulation et voix)
- Selena Nelson : Molly
- Tess Ludwick : Kim
- Adrian Smith : Joey
- Cullen Douglas : Bernard  / Doc Furrball / Waldo Muckle
- Clare Sera : Trudy / Martha / Josie

### Version française
- Yves Brunier : Chelli
- Régis Fassier : Sac Sac
- Alexandra Pic : Malice
- Pétronille Moss : Pétronille
- Alexandre Pottier : Doc / Isidore

## Autour de la série
L'émission alterne séquences en prises de vues réelles avec des marionnettes et séquences d'animation à vocation éducative sur le modèle de Sesame Street. 
D'une durée de 3 à 8 minutes, les séquences d'animation récurrentes sont :
- Troubles the Cat (saisons 1-2)
- William's Wish Wellingtons (saison 1)
- Slim Pig (saison 1)
- Koki (saisons 1-2)
- Tobias Totz and his Lion (saison 1)
- Samuel and Nina (saison 1)
- Ace and Avery (saison 2)

Tournés initialement aux Disney's Hollywood Studios de Walt Disney World, les passages live sont quant à eux adaptés selon le pays de diffusion avec des acteurs « locaux ».